# Paul Lévy

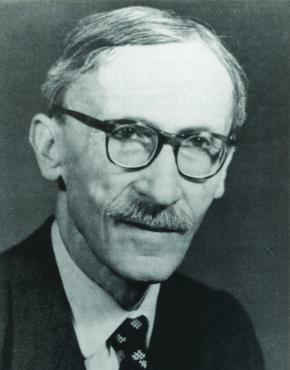
Paul Lévy

Paul Pierre Lévy (Parijs, 15 september 1886 - aldaar, 15 december 1971) was een Franse wiskundige. Samen met Émile Borel, Andrei Kolmogorov, Norbert Wiener, Joseph Leo Doob en Kiyose Ito geldt hij als een van de grondleggers van de moderne theorie van kansrekening. Ook op het gebied van stabiliteit van de stochastische wetten en de martingalen heeft hij belangrijk werk gedaan.

## Biografie
Paul Lévy werd op 15 september 1886 geboren in een familie van wiskundigen. Hij ging naar lyceum Saint-Louis waar hij in de concoursen de eerste prijs behaalde in de wiskunde en het Grieks. In 1904, toen hij 18 was, werd hij als eerste kandidaat toegelaten aan École Normale Supérieure en als tweede kandidaat aan de École Polytechnique. Hij koos ervoor om naar de École Polytechnique te gaan. Reeds een jaar later, in 1905, publiceerde hij nog als student zijn eerste artikel, over semi-convergente reeksen. In 1907 trad hij toe tot het Corps des Mines, terwijl hij tegelijk colleges volgde aan het Collège de France. Ook ontmoette hij Jacques Hadamard die zijn promotor zou worden. Zijn proefschrift uit 1911 ging over de functionaalanalyse van Volterra en over greense functies. In de jury zaten de wiskundigen Émile Picard, Henri Poincaré en Jacques Hadamard. Hij behaalde zijn doctoraat in 1912.
In 1913 werd hij tot hoogleraar benoemd aan de École des mines, waar hij tot het begin van de Eerste Wereldoorlog bleef. In 1914 werd hij opgeroepen als kapitein van de artillerie. Hij voerde het commando over de luchtverdediging van Roissy-en-France.
Toen hij terugkeerde uit de oorlog vroeg Hadamard hem om de nagelaten papieren van René Gâteaux, die in 1914 aan het front was gesneuveld, te ordenen en uit te geven. Ook werd hij in 1919 eerst als lector, in 1920 als professor benoemd aan de École Polytechnique. Daar kwam hij aanraking met de kansrekening, het gebied waarin hij zijn belangrijkste werk zou verrichten. Hij bleef tot 1940 verbonden aan de École Polytechnique, toen hij op basis van de wetten van de Vichy-regering werd ontslagen. De Tweede Wereldoorlog bracht hij in de clandestiniteit door. In 1942 verliet hij Parijs om naar Lyon en later Mâcon te gaan.
Na de oorlog nam hij zijn positie aan de École Polytechnique opnieuw in en hij bleef tot zijn pensionering in 1959 aan dit instituut verbonden. In 1964 werd hij gekozen tot lid van de Academie van Wetenschappen. Bij deze gelegenheid werd hij tevens benoemd tot Commandeur in het Legioen van Eer. Hij overleed op 15 december 1971 in Parijs.
Hij had een zoon en twee dochters, waarvan er een, Marie-Helène, later trouwde met de wiskundige Laurent Schwartz. Zijn enige promovendus was Michel Loève.

## Werken
Publicaties van de hand van Paul Lévy zijn:
- 1922 – Lecons d'analyse Fonctionnelle[5]
- 1925 – Calcul des probabilités
- 1937 – Théorie de l'addition des variables aléatoires
- 1948 – Processus stochastiques et mouvement brownien
- 1954 – Le mouvement brownien

## Voetnoten
1. ↑  biographie de Paul Lévy par Michel Loève(biografie van Paul Lévy door Michel Loève)
2. ↑  Biografie van Paul Levy
3. ↑  Paul LEVY (1886-1971)
4. ↑  Paul Lévy
5. ↑  Internet archive